# Erich Wolfgang Korngold: Symphonic Serenade op. 39, Sextet op. 10
Erich Wolfgang Korngold: Symphonic Serenade op. 39, Sextet op. 10 – album orkiestry kameralnej NFM Leopoldinum Orchestra pod batutą Hartmuta Rohde'a z dwiema kompozycjami Ericha Wolfganga Korngolda, amerykańskiego kompozytora, dyrygenta i pianisty austriackiego pochodzenia. Został wydany 4 grudnia 2017 przez niemiecką firmę Classic Production Osnabrück (nr kat. cpo 555 138-2). Płyta uzyskała nominację do Fryderyka 2018 w kategorii Najlepszy Album Polski Za Granicą.

## Lista utworów
1. Symphonic Serenade for string orchestra op. 39 in B flat major [30:02]
2. Sextet op. 10 in D minor [31:46]